# Lagenaria siceraria
La zucca a fiasco, zucca da vino, zucca bottiglia, zucca lagenaria, cocozza (Lagenaria siceraria (Molina) Standl., 1930) è una pianta della famiglia Cucurbitacee. Produce zucche utilizzate anche come varietà ornamentali. È l'unica zucca presente nel vecchio continente prima della scoperta dell'America, da dove invece provengono le zucche del genere Cucurbita. Della lagenaria parlano Columella e Plinio, il quale, nell'opera Naturalis historia, afferma che assomiglia al cetriolo, almeno per quanto riguarda il tipo di coltivazione.

## Descrizione

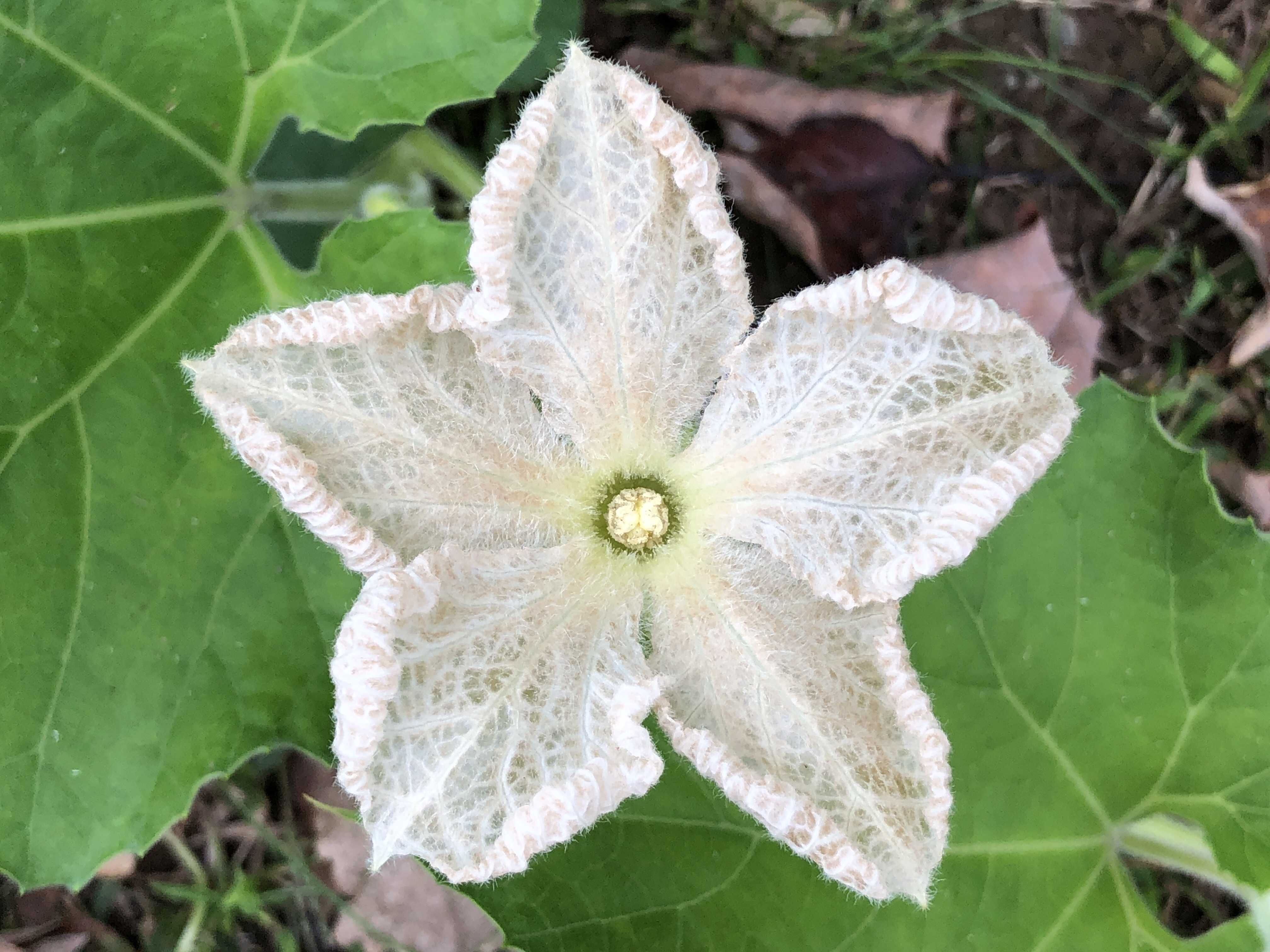
Fiore di L. siceraria

La zucca bottiglia è una pianta rampicante annuale. I fusti crescono oltre i 10 metri di lunghezza. Le foglie sono grandi, cuoriformi e densamente pelose su entrambi i lati. Il loro odore è descritto come sgradevole. Nel punto di transizione dallo stelo alla lamina fogliare sono presenti due ghiandole secretrici.
La zucca bottiglia è una specie monoica a sessi separati. Le varietà coltivate hanno fiori grandi, bianchi, solitari, con lunghi peduncoli. I fiori si aprono durante la notte e sono probabilmente impollinati da falene e altri insetti.
I frutti presentano un'ampia varietà di forme e dimensioni: la forma varia da larga, sferica, a pera, a clava, a cilindrica. Le varietà più piccole hanno un diametro di 5 cm, la più grande può raggiungere i tre metri di lunghezza. Il colore varia dal verde chiaro con macchie bianche al bianco, con la scorza che diventa marrone chiaro con il passare del tempo. I frutti giovani sono pelosi e diventano glabri a maturazione. La scorza è molto densa e legnosa, molto resistente e impermeabile. La polpa è bianca e acquosa nei frutti acerbi, diventa cartacea a maturazione. I semi sono grandi, marroni, sugherosi e hanno una forma particolare e solcata.

## Distribuzione e habitat
L'areale nativo della zucca bottiglia si estende dall'Africa tropicale occidentale all'Etiopia e alla Tanzania, ma è stata introdotta in tutti i continenti. In natura, cresce principalmente in climi tropicali stagionalmente secchi.

## Coltivazione
La zucca bottiglia viene coltivata principalmente nelle pianure soleggiate e semiaride, ma può anche essere coltivata nei tropici umidi su terreni ben drenati. Le varietà con frutti lunghi e sottili vengono coltivate su tralicci, ma non quelle con frutti pesanti. L'irrigazione è necessaria durante i periodi secchi.
I frutti giovani possono essere modellati in forme specifiche e sono possibili anche nodi. I frutti acerbi vengono raccolti dai 60 ai 90 giorni dopo la semina. Per una maturazione completa i frutti devono rimanere sulla pianta almeno un mese in più. Le rese medie si aggirano intorno alle 25 tonnellate per ettaro.

## Varietà

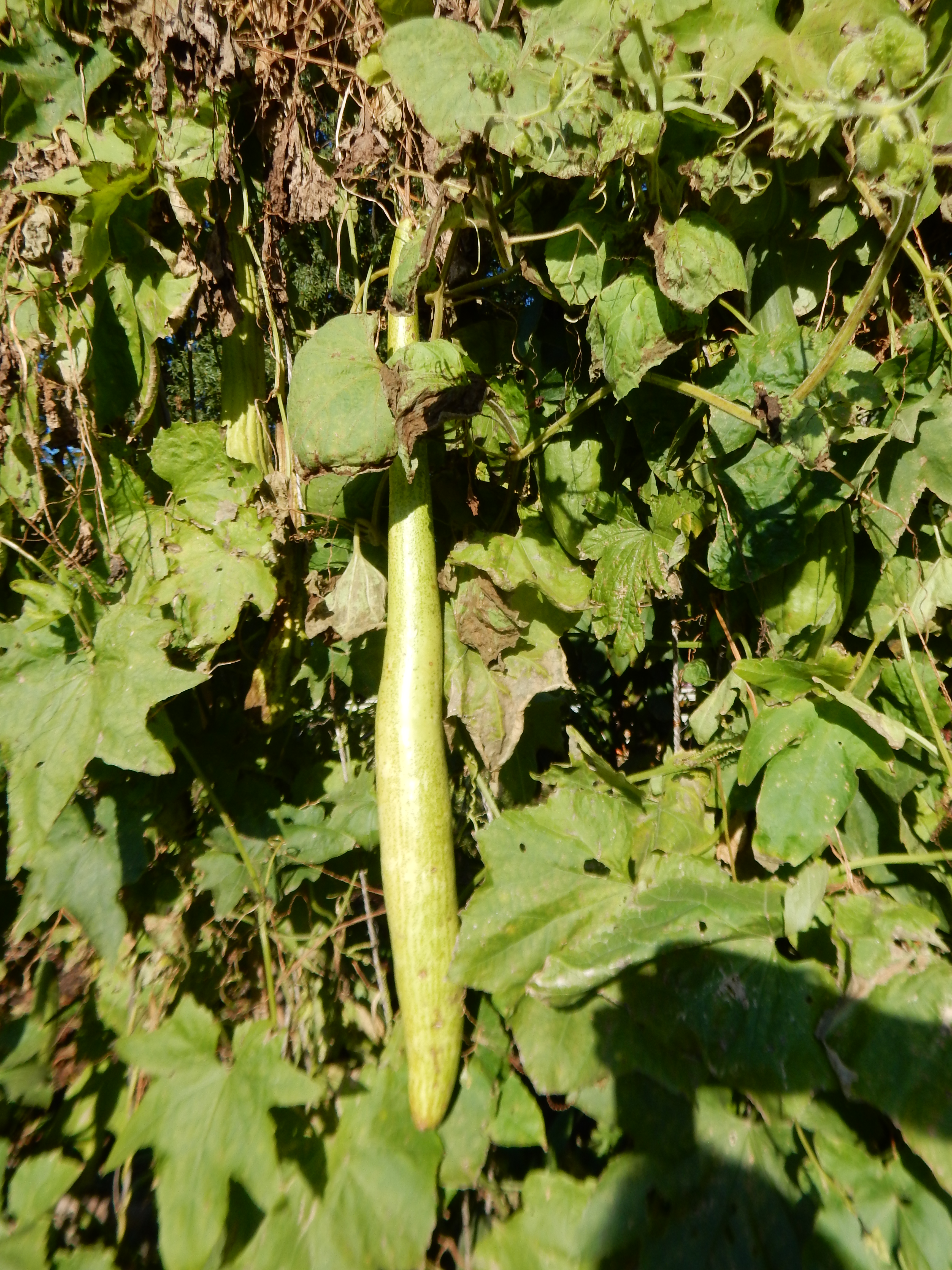
Zucca da pergola

Ne esiste una varietà nota come Lagenaria siceraria var. longissima, o "zucca da pergola", i cui frutti hanno una forma molto allungata invece della tipica forma a fiasco; nella coltivazione a pergola pendono in basso per gravità, mentre nella coltivazione spontanea sul terreno si ricurvano e prendono una forma a "serpentello".
Queste zucche sono utilizzate per preparare delle zuppe (ad esempio, la zuppa verde del Cilento) o mangiate con la pasta, tradizione della cucina siciliana, cilentana e napoletana. Le foglie hanno una caratteristica consistenza vellutata, e le cime con le foglie più tenere vengono anch'esse consumate come minestra e come contorno, ad esempio saltate in padella. Esse sono note come tenerumi; questo uso è particolarmente diffuso in Sicilia, dove i tenerumi vengono anche utilizzati nella cucina creativa insieme ai ricci di mare e in varie altre zuppe miste di verdure. I tenerumi vengono utilizzati anche per accompagnare la pasta all'interno del pesto rosso.

## Usi
I frutti acerbi vengono spesso utilizzati cotti come verdure estive, ad esempio in India, Italia e Cina. 
Le lagenarie, al pari delle zucchine e simili, possono essere consumate cotte e possono inoltre essere conservate utilizzando aceto.Si predilige in cucina l'utilizzo dei frutti più giovani, i quali tra l'altro presentano un elevato grado di delicatezza e di succosità.
I frutti maturi erano e sono usati come contenitori per conservare il cibo. Poiché sono impermeabili, è possibile conservarvi anche liquidi. In Kenya vengono utilizzati come secchi per la mungitura dal popolo Masai. In Cina le piccole zucche venivano usate come terrari per i grilli; più diffuso era il loro utilizzo come casette per gli uccelli; In Nuova Guinea, Sud America e Africa, le zucche venivano usate come koteka. La tradizione di decorare le zucche con intagli è nata indipendentemente in diverse aree.
La zucca bottiglia è ampiamente utilizzata anche per realizzare strumenti musicali. Questi includono strumenti a corda come kora, sitar, berimbau e sonagli come maracas e shékere, spesso anche armoniche a bocca (come l'hulusi).